# Mario García Alvear
Mario García Alvear (Santander, 2 ottobre 2003) è un calciatore spagnolo, difensore del Racing Santander.

## Caratteristiche tecniche
È un terzino sinistro.

## Carriera
È cresciuto nel settore giovanile dell'Atlético Perines. Nel luglio del 2022 è stato acquistato dal Racing Santander che lo ha assegnato alla propria seconda squadra in quarta divisione. Ha debuttato in prima squadra il 5 febbraio 2023 nell'incontro di Segunda División pareggiato 1-1 contro il Ponferradina ed il 28 maggio seguente ha segnato il suo primo gol nella partita vinta 3-1 contro il FC Cartagena. Il 5 marzo 2024 ha prolungato il contratto fino al 2027.

## Statistiche

### Presenze e reti nei club
Statistiche aggiornate al 16 marzo 2025.
| Stagione        | Squadra            | Campionato      | Campionato | Campionato | Coppe nazionali | Coppe nazionali | Coppe nazionali | Coppe continentali | Coppe continentali | Coppe continentali | Altre coppe | Altre coppe | Altre coppe | Totale | Totale | Totale |
| Stagione        | Squadra            | Comp            | Pres       | Reti       | Comp            | Pres            | Reti            | Comp               | Pres               | Reti               | Comp        | Pres        | Reti        | Pres   | Reti   |        |
| --------------- | ------------------ | --------------- | ---------- | ---------- | --------------- | --------------- | --------------- | ------------------ | ------------------ | ------------------ | ----------- | ----------- | ----------- | ------ | ------ | ------ |
| 2022-2023       | Racing Santander B | SF              | 25         | 1          | -               | -               | -               | -                  | -                  | -                  | -           | -           | -           | 25     | 1      |        |
| 2023-2024       | Racing Santander B | SF              | 6          | 0          | -               | -               | -               | -                  | -                  | -                  | -           | -           | -           | 6      | 0      |        |
| 2022-2023       | Racing Santander   | SD              | 3          | 1          | CR              | 0               | 0               | -                  | -                  | -                  | -           | -           | -           | 3      | 1      |        |
| 2023-2024       | Racing Santander   | SD              | 21         | 0          | CR              | 1               | 0               | -                  | -                  | -                  | -           | -           | -           | 22     | 0      |        |
| 2024-2025       | Racing Santander   | SD              | 21         | 0          | CR              | 0               | 0               | -                  | -                  | -                  | -           | -           | -           | 21     | 0      |        |
| Totale carriera | Totale carriera    | Totale carriera | 76         | 2          |                 | 1               | 0               |                    | -                  | -                  |             | -           | -           | 77     | 2      |        |